# Anne Provoost
Pour les articles homonymes, voir Provoost.
 (mars 2022).
Si vous disposez d'ouvrages ou d'articles de référence ou si vous connaissez des sites web de qualité traitant du thème abordé ici, merci de compléter l'article en donnant les références utiles à sa vérifiabilité et en les liant à la section « Notes et références ».
Œuvres principales
- Mijn tante is een grindewal (1990)
- Vallen (1994)
- In de zon kijken (2007)

Anne Provoost (née le 26 juillet 1964 à Poperinge, Belgique) est une romancière flamande.

## Biographie
Ne craignant pas les tabous, elle aborde dans ses livres des thèmes peu habituels tel que l'inceste ou le racisme. Elle bénéficie d'un large succès en Flandre et aux Pays-Bas et s'est acquis une grande renommée internationale, ses livres sont traduits en vingt langues.
Son roman Regarder le soleil est paru chez Éditions Fayard en 2009. Son roman Le piège a été porté sur grand écran par Hans Herbots, dans le film Falling en 2001.
Anne Provoost est membre de l'Académie royale de Langue et Littérature néerlandaises.

## Publications
- 1990 - Mijn tante is een grindewal (Ma tante est un cachalot)
- 1991 - De wekker en het mes
- 1991 - Niet uitlachen!
- 1993 - Kauwgom voor de held
- 1994 - Vallen (Le Piège -  (ISBN 978-2-02-028239-0))
- 1997 - De roos en het zwijn (La Rose et le Pourceau)
- 2001 - De arkvaarders (Les Passagers de l'Arche)
- 2007 - In de zon kijken (Regarder le soleil -  (ISBN 978-2-213-63811-9))
- 2008 - Beminde Ongelovigen. Atheïstisch sermoen
- 2012 - Springdag

## Prix et distinctions
- 1991 : (Belgium) Prix de Boekenleeuw pour Mijn tante is een grindewal (Ma tante est un cachalot)
- 1995 : (Pays-Bas) Prix de Woutertje Pieterse Prijs pour Falling (Le Piège)
- 1995 : (Belgique) Prix Gouden Uil pour Falling (Le Piège)
- 1996 : (international) « Honour List »[3] de l' IBBY pour Falling (Le Piège)
- 1998 : (international) « Honour List »[3] de l' IBBY pour De roos en het zwijn (La Rose et le Pourceau)
- 1998 : (Pays-Bas) Prix Gouden Zoen pour De roos en het zwijn (La Rose et le Pourceau)